# Service des retraites (Japon)

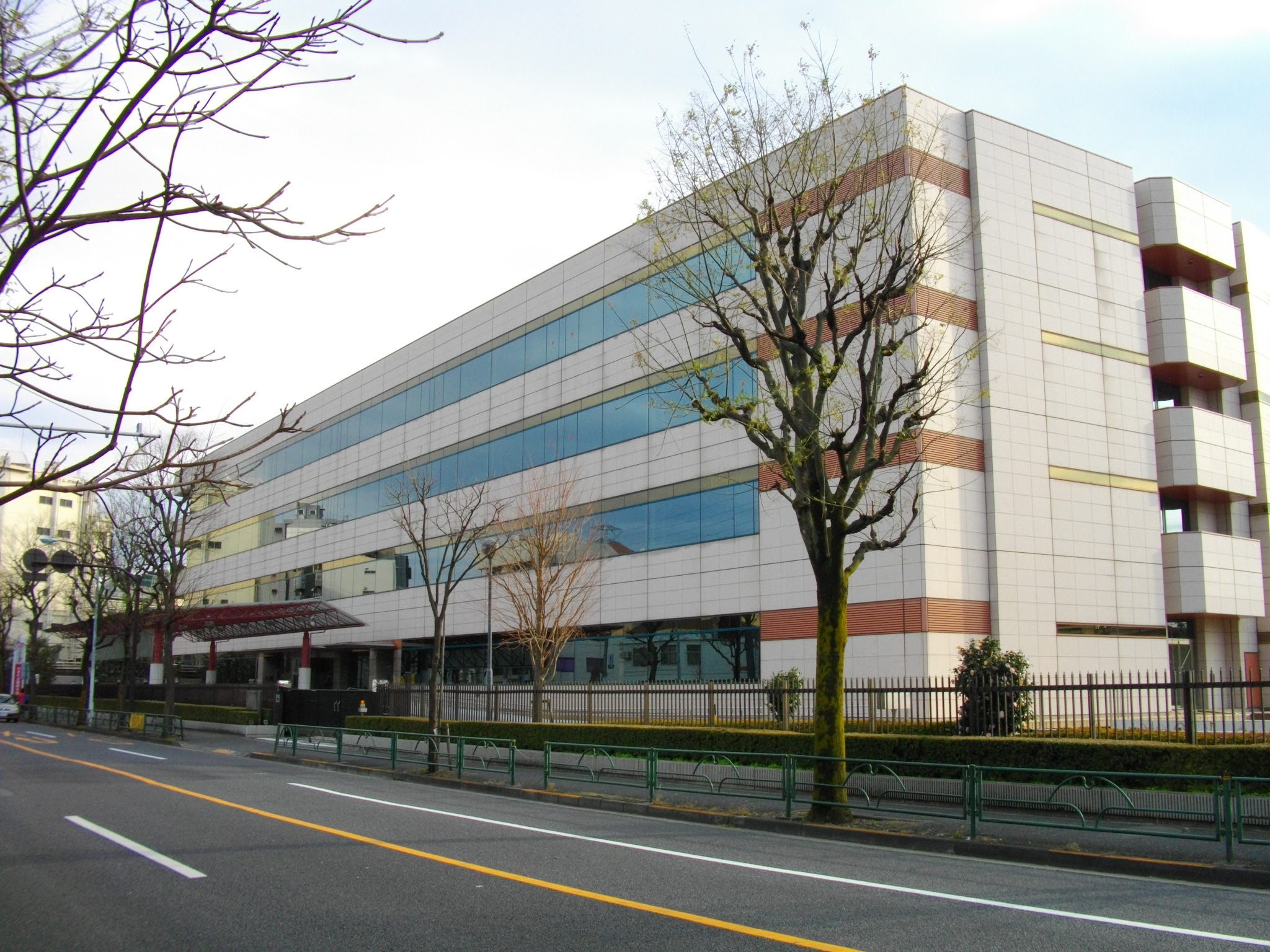
Le siège du service japonais des pensions

Le Service des retraites ou Service japonais des pensions (日本年金機構, Nihon nenkin kikō) est un organisme gouvernemental administré par le ministère de la Santé, du Travail et des Affaires sociales. Le 1er janvier 2010, il a remplacé l'Agence d'assurance sociale (en).

## Organisation
Le service des retraites est une société publique spéciale avec un siège d'employés non gouvernementaux, neuf sièges régionaux et 312 succursales. Il dispose de 47 centres de traitement, qui devraient être intégrés au siège régional 9, et il compte environ 27 000 employés au total, 15 000 employés à temps plein et 12 000 travailleurs temporaires. Le président du JPS est Toichiro Mizushima.